# ماكسيم موخين
ماكسيم موخين (مواليد 4 نوفمبر 2001) هو لاعب كرة قدم روسي يلعب في مركز الوسط المدافع في نادي سيسكا موسكو.

## روابط خارجية
- ماكسيم موخين على موقع الاتحاد الدولي (مؤرشف)  (الإنجليزية)
- ماكسيم موخين على موقع الاتحاد الأوربي (الإنجليزية)
- ماكسيم موخين على موقع قاعدة بيانات كرة القدم.إي يو (الإنجليزية)
- ماكسيم موخين على موقع ناشيونال فوتبول تيمز (الإنجليزية)
- ماكسيم موخين على موقع Soccerway.com (الإنجليزية)
- ماكسيم موخين على موقع عالم كرة القدم.نت (الإنجليزية)